# Parque nacional de la Sila

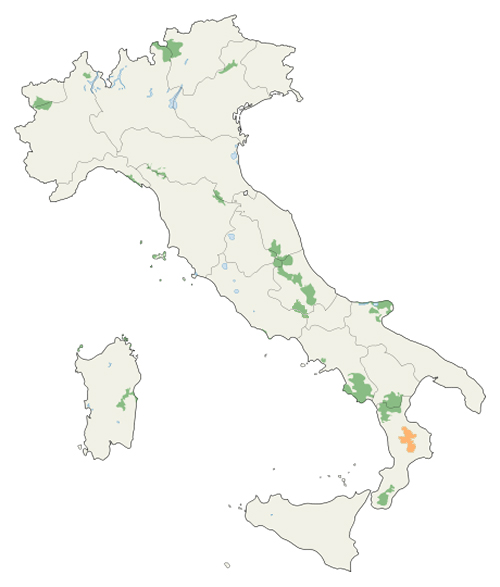
Color Naranja: Localización del Parque nacional de la Sila.

El Parque nacional de la Sila (en italiano: Parco nazionale della Sila) es un parque nacional situado en la región italiana de Calabria instaurado el 8 de octubre de 1997 y renombrado en 2002. El «nuevo» parque nacional engloba los territorios del precedente «parque nacional de Calabria» y una parte de la Sila. El parque implica tres provincias, Crotona, Catanzaro y Cosenza y ocupa una superficie de 73 695 ha.
El parque ha sido reconocido como Reserva de Biosfera por la Unesco en 2014.

## Territorio
El territorio cuenta con 21 comunas : Acri, Albi, Aprigliano, Bocchigliero, Celico, Corigliano, Cotronei, Longobucco, Magisano, Mesoraca, Pedace, Petilia Policastro, Petrona, San Giovanni in Fiore, Savelli, Serra Pedace, Sersale, Spezzano Piccolo, Spezzano della Sila, Taverna, Zagarise.

## Descripción
El parque ocupa una superficie de 73 695 ha y se extiende sobre las provincias de Cosenza, Catanzaro y Crotona.
Su territorio está constituido en mayoría de bosques de coníferas que alternan con altiplanos.
Las reservas en agua están proporcionadas por tres grandes embalses: Cecita, Arvo y Ampollino, desde donde confluyen numerosos cursos de agua.
El parque nacional comporta grandes bosques como los de Fossiata y Gallopane ubicados en proximidad del lago Cecita, de Fallistro, a camino entre las localidades de Camigliatello Silano y Silvana Mansio que conserva de enormes especímenes de pino laricio llamados Giganti della Sila así como el bosque de Gariglione (Sila Piccola) cuya reserva desarrolla un pino específico llamado laricio Gariglio.
Los altiplanos nevados en invierno y floridos en primavera alternan con los bosques de coníferas. El Piano di Macchialonga es el altiplano más grande de la Sila. Se extiende sobre más de 380 ha de las cuales 250 están ocupadas por prados.
El parque nacional comporta también anchos valles de altitud entre las dorsales de las montañas Gariglione y Scorciavuoi (Sila Piccola).

## Principales cursos de agua
Los principales cursos de agua que atraviesan el parque son el Crati y el Neto, ambos ríos son los más largos e importantes de Calabria.

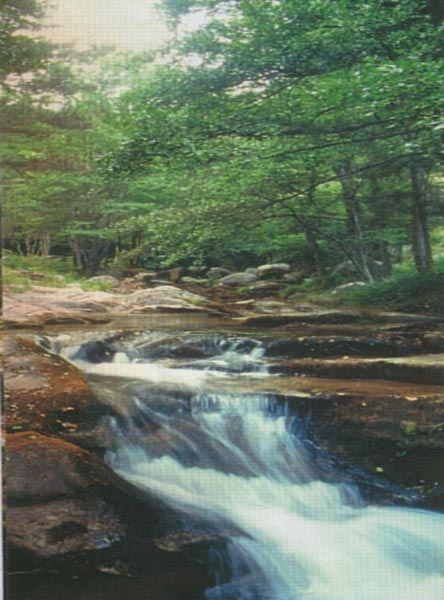
El río Crati

| Río     | Fuente            | Longitud (km) | Travesía principal                                   | Otra travesía   |
| ------- | ----------------- | ------------- | ---------------------------------------------------- | --------------- |
| Crati   | Timpone Bruno     | 91            | Cosenza                                              |                 |
| Neto    | Timpone Sorbella  | 80            | San Giovanni in Fiore                                | Rocca di Neto   |
| Mucone  | Fallistro         | 57            | Camigliatello Silano frazione de Spezzano della Sila |                 |
| Savuto  | loc. Spineto      | 48            | Aprigliano                                           | Nocera Terinese |
| Lese    | mont Pettinascura | 43            | Savelli                                              |                 |
| Trionto | Sube Paleparto    | 40            | Acri                                                 | Longobucco      |

## Flora
La flora está constituida de coníferas como el pino laricio y el abeto blanco. Sin embargo, sobre los flancos de los altiplanos se encuentran bosques de planifolios. La encina y el alcornoque ocupan las proximidades del monte Reventino y el valle del Trionto
Los bosques de roble roble y roble chevelu se encuentran en particular en la Sila Greca entre el santuario de Pathirion de Rossano y el Cozzo del Pesco donde se encuentra un denso y grande castañar natural.

## Fauna
La fauna es reducida fuertemente a causa de la antropización del hábitat.
El lobo itálico está siempre presente. El caballo autóctono está genéticamente contaminado por otros ejemplares importados otras regiones. El ciervo ha sido reintroducido en las reservas del parque. El corzo, el jabalí, el zorro, el gato montés y las martas son abundantes.